# Tang Di
Tang Di ou T'ang Ti, surnom: Zihua, est un peintre chinois du XIVe siècle, originaire de Wuxing qui est une subdivision administrative de la province du Zhejiang en Chine. Il est né en 1296 et mort en 1364.

## Biographie
Tang Di est peintre, fonctionnaire et lettré confucéen d'une certaine renommée. Il est le disciple de Zhao Mengfu mais travaille aussi dans le style de Guo Xi. Il est connu pour avoir exécuté certaines peintures murales dans des palais impériaux. Il excelle particulièrement dans les représentations de paysages où l'influence de Guo Xi se fait sentir dans la composition, l'expression de l'espace et la présence d'arbres décharnés et griffus. Il participe, en fait, au mouvement de renaissance de la peinture des Song du Nord lancé par Zhao Mengfu.

## Les paysagistes du début et du milieu des Yuan
Il est indiscutable que les réalisations picturales majeures de la dynastie des Yuan se rapportent au paysage. Le paysage occupe les plus grands maîtres, suscite les critiques et les ouvrages théoriques les plus féconds et transmet la plupart de ses valeurs aux artistes des siècles suivants. La conception du paysage comme véhicule de la personnalité et des sentiments de l'artiste, qui débute avec les travaux de Zhao Mengfu et culmine avec ceux de Huang Gongwang, Ni Zan et Wang Ming, marque le triomphe de l'école des lettrés, et place celle-ci au premier rang dans les collections et les ouvrages critiques postérieurs. Alors que le nouveau style de paysage de Zhao Mengfu se répand parmi ses disciples et gagne en popularité, il est aussi adopté par des artistes qui n'aspirent pas au statut de fonctionnaire lettré mais se reconnaissent pour des peintres professionnels.
Ces transformations sont bien illustrées par les œuvres de Tang Di qui passe un certain temps dans la maison de Zhao Mengfu, où il étudie auprès du maître la poésie et la peinture. Il entre dans l'administration des Yuan et occupe des postes officiels tant à la capitale que comme préfet de Xiuning; il a en outre des fonctions de peintre de cour et bénéficie des faveurs de l'empereur Renzong pour sa participation à la décoration des palais des Yuan. Les peintures de lui qui existent encore sont en majorité des rouleaux muraux peints sur soie, qui, de façon typique, placent un groupe de hauts arbres au premier plan vis-à-vis d'une large étendue où chemine un cours d'eau, balisée par des massifs d'arbres de taille décroissante et s'achevant par de basses montagnes.

## Divergence de style
Cette composition rappelle celle de Luo Zhichuan, mais à d'autres égards, les deux artistes divergent: dans les œuvres de Luo, l'émotion est transmise par l'image, dans celles de Tang Di, c'est le travail vigoureux du pinceau qui créent les effets. Le naturalisme de luo n'est pas du goût de Tang. Dans ses peintures, les branches d'arbres en pinces de crabe et leurs ramilles au dessin arachnéen confèrent, avec les contours dentelés des masses rocheuses, une sorte de caractère rococo à son style. Ses œuvres semblent plus vivantes, et ce qui renforce cette impression, ce sont les histoires que composent les activités des personnages. Dans Beuverie à l'ombre des pins, réalisé en 1334, quatre gentilshommes sont assis par terre, leurs serviteurs se tenant debout à proximité; qu'ils soient probablement des lettrés vivant à l'écart du monde, les maisons rustiques à toit de chaume visibles derrière eux et de l'autre côté de la rivière l'indiquent.
Le thème de ce genre de peintures, qu'elles soient destinées ou non à des hommes engagés dans des fonctions officielles, incarne l'idée d'une fuite des entraves gouvernementales pour communier avec les pêcheurs et les fermiers, personnages que l'on voit aussi quelquefois dans les peintures de Tang Di. C'est  dire que l'artiste aussi bien que son audience observent la nature dans une position d'intrus et l'apparente de valeurs humaines, au lieu, comme l'ont fait Luo Zhichuan et ses prédécesseurs de la période Song, de lui accorder une valeur pleinement inhérente et non contingente.

## Musées
- New York: (Metropolitan Museum of Art):
  - Vallée de rivière et pins, signé et daté 1362, colophon de Wen Peng (1498-1573)
- Paris Mus. Guimet:
  - Ferme au bord d'un ruisseau tortueux, feuille d'album accompagnée d'un texte de Dong Qichang.
- Pékin (Mus. du Palais):
  - Pêche dans une crique enneigée, daté 1352, rouleau en hauteur, couleurs légères sur papier.
- Shanghai:
  - Beuverie à l'ombre des pins, rouleau mural, encre et couleurs sur soie daté 1334, ses dimensions en centimètres sont: 141,1x97,1.
- Taipei (Nat. Palace Mus.):
  - Retour des pêcheurs sur la rive gelée, daté 1338, encre et couleurs sur soie, rouleau en hauteur.